# Je me suis fait tout petit
Quarto album del cantautore francese Georges Brassens. Pubblicato senza un vero e proprio titolo, verrà in seguito identificato col nome della prima canzone: Je me suis fait tout petit. Contiene tra le altre la surreale e irriverente Le nombril des femmes d'agents.

## Tracce
Testi e musica di Georges Brassens tranne ove diversamente indicato:
1. Je me suis fait tout petit  – 3'55'’
2. Auprès de mon arbre – 3' 06'’
3. Marinette (J'avais l'air d'un c...) – 1' 47'’
4. Le Testament – 3' 58'’
5. Les Croquants – 2' 24'’
6. La Légende de la nonne (poesia di Victor Hugo) – 3' 08'’
7. Le Nombril des femmes d'agents – 2' 24'’
8. Colombine (poesia di Paul Verlaine) – 1' 55'’

## Musicisti
- Georges Brassens: voce e chitarra
- Pierre Nicolas: contrabasso
- Victor Apicella: seconda chitarra